# Losna
En la Antigüedad, Losna era la diosa etrusca de carácter ancestral a la que probablemente se pueda poner en contacto o identificar con la Luna. Como tal, está asociada con los océanos y las mareas.
Puede compararse con la diosa griega Leucótea.